# Царёв-Борисов
Царёв-Бори́сов (Царебори́сов, Бори́сов город, Но́вый Царёв го́род) — город Русского государства на месте впадения реки Бахтин в реку Оскол, существовавший в начале XVII века. Один из древнейших населённых пунктов Слободской Украины. Основан воеводами Богданом Бельским и Семёном Алфёровым в 1599 году по указу царя Бориса Годунова как одна из главных крепостей Русского государства на южных рубежах. Назван в честь царя Бориса Годунова. В условиях Смутного времени переходил на сторону Лжедмитрия I (1604), принимал участие в восстании Болотникова (1606), затем был захвачен Лжепетром (1606). В 1612 году был полностью разрушен татарами и пришёл в запустение.
В 1625 году царём Михаилом Фёдоровичем была предпринята попытка восстановления города, не имевшая успеха. В 1654 году территория в районе города была заселена черкасами, а крепость восстановлена в 1656 году. Город пережил некоторое возрождение в конце 50 — начале 60-х годов XVII века, но после восстаний Ивана Брюховецкого (1668) и Степана Разина (1670) пережил сложные времена и к концу XVII века пришёл в упадок и запустение. В настоящее время остатки города представлены Цареборисовским городищем, которое активно исследуется как археологический памятник:8.

## История

### Основание

#### Дискуссия о дате основания

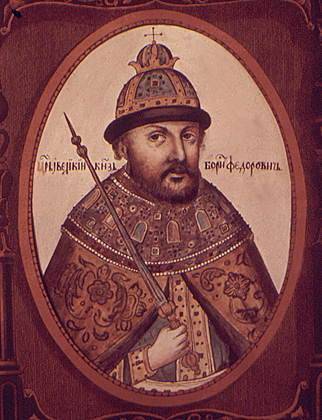
Царь Борис Годунов

Относительно даты основания у исследователей существуют некоторые расхождения. По мнению ряда русских исследователей XIX века, в частности, церковного историка и богослова Филарета (Гумилевского) и историка Константина Щёлкова, Царёв-Борисов был основан в 1598 году:5. По мнению советского и русского историка и краеведа Владимира Загоровского, датой основания города следует считать 1599 год:53. В энциклопедии «Истории городов и сёл УССР», выпущенной в 1960-е годы, приводится информация об основании Царёва-Борисова в 1600 году. Этого же мнения придерживалась историк русской архитектуры и градостроительства Гали Алфёрова, упомянувшая, правда, в одной из работ в качестве даты основания и 1599 год. Российский историк доктор исторических наук Яков Солодкин считает, что представления о том, что город был основан в 1598 году, являются «явным заблуждением», равно как и ошибочным является утверждение об основании города в 1600 году. Наиболее распространённой считается точка зрения об основании Царёва-Борисова в 1599 году, её придерживаются Солодкин, Загоровский и некоторые современные исследователи:11.

#### Причины основания города
Историки основной причиной основания Царёва-Борисова, как правило, считают необходимость создания опорных пунктов для станично-сторожевой службы в Диком Поле:12. Среди иных мотивов также называется стремление пробить коридор к донским и казацким городам южного Дона (прежде всего к Раздорам), чтобы отделить орды, кочевавшие к востоку от Северского Донца, от кочевавших в Северном Причерноморье, не допустить их объединения и помешать новым разорительным вторжениям татар и ногайцев в Подмосковье:85.
При этом историк Дмитрий Багалей в конце XIX века также писал, что теперь трудно понять мотивы, которыми руководствовался царь Борис при принятии решения о строительстве Царёва-Борисова:43. В одном из существенных источников по истории Смутного времени, «Новом летописце», отмечалось, что строительство крепости объясняется прежде всего не стратегическими планами, а желанием Бориса Годунова выслать подальше от себя своего политического противника — воеводу Богдана Бельского, который был назначен во главе войска, направленного на Оскол, и получил задачу соорудить там оборонительную крепость.

#### Постройка крепости
Придя на место городъ обложить по чертежу и по росписи каковы им чертеж и роспись даны. И велети плотникомъ городъ рубити и делати не на спех, а делать имъ городъ образцомъ какъ пригоже то государь царь и великий князь Борис Федоровичь всея Руси положиль на окольничихъ и воеводе на Богдане Яковлевиче. А башни делать круглые или четвероугольные смотря по месту какъ государеву делу прибыльнее и крепче и прочнее ... а делати имъ городъ изъ загородью въ две стены а меж бои техъ стенъ была сажень косая да третья стена делати внутри ... а делати имъ городь такъ чтобы ево глиною обмазать мочно ... а самимъ имъ у городового дела быть неотступно день и ночь беспрестанно чтобъ имъ прося у Бога милости городъ заделати крепко вскоре да и тайникъ имъ въ городе зделать присмотря место к озеру или к реке и в городе сделать колодезь. Если колодезь в городе сделать нельзя, то сделать подкоп:133-134.
Царь Борис Годунов дал приказ воеводам Богдану Бельскому и Семёну Алфёрову в 1599 году прибыть в Ливны и собрать там строителей и охранные войска. Ополчение должно было собраться в Ливнах за неделю до Ильина дня (20 июля) 1599 года:92. Из Ливен пешие войска с грузами для строительства двинулись по реке Оскол вниз на судах, а конные силы шли по берегам реки за судами. Детально были описаны план похода, порядок строительства города и обозначены чертежами требования к его отдельным элементам.
Благодаря энергии воеводы Бельского Царёв-Борисов был возведён в кратчайшие сроки, некоторые историки указывают, что строительство было осуществлено за несколько месяцев. Согласно росписи, Цареборисовская крепость имела 3 башни с воротами и ещё 6 глухих башен и 127 срубов с общей длиной стен между башнями в 397 саженей:94:135. Стены крепости строились из соснового леса, были двойными и составляли 4 сажени в высоту. Вокруг стен располагались вал и ров, которые были сооружены согласно чертежам Ф. Чулкова и И. Михнева. От вала в сторону реки Оскол расположились слободы стрельцов, казаков и пушкарей, которые были обнесены острожной стеной. Снабжение крепости водой осуществлялось через специально вырытый тайник. Исследователь Алфёрова пишет, что оборонительные укрепления ставились не только в городе, но и за пределами города с целью охраны людей, работающих в поле: «А около поля были надолбы ставлены въ 3 кобылины для бережения пахарей и конскихъ и животныхъ стадъ а были надолбы отъ города въ 7 верстахъ»:136.
Население Царёва-Борисова в 1600 году составляло 2955 человек, среди них 2 выборных головы, 46 выборных дворян, 214 детей боярских, около 1500 конных стрельцов, казаков и иноземцев с пищалями (в том числе, около 100 черкас), 500 пеших стрельцов с пищалями. В 1601 году при воеводах Хворостинине и Гагарине в Царёве-Борисове упоминается 3222 человека. Население крепости находилось в постоянном движении, одна партия служилых людей приходила на смену другой:94.
Солодкин пишет, что в самые первые годы существования Царёва-Борисова туда по государеву указу направлялся целый отряд выборных дворян — от 32 до 94 человек. По мнению историка, это свидетельствует о значительной роли, которая отводилась новой крепости на краю Дикого поля со стороны царского правительства. Ввиду высокой военной значимости крепости ею ведало сразу два воеводы, которые назначались из самых известных фамилий. Солодкин утверждает, что при Борисе Годунове Царёвом-Борисовом временами ведало не два, а три воеводы, но только немногие из них относились к первостатейной знати.
Исследователь Пирко пишет, что с основанием Царёва-Борисова наблюдался приход в эти места населения для ловли рыбы и охоты, особенно из тех городов, откуда набиралась стража и станичники, — из Белгорода, Путивля, Рыльска:13. Имеются сведения, что в 1600 году жители Царёва-Борисова вываривали соль на Торских соляных озёрах, а стрельцы города охраняли их от нападений татар:13. В поле в 7 вёрстах от крепости были сооружены деревянные надолбы с целью защиты города и посевов от нападений крымских татар. Воеводы Царёва-Борисова имели обязанность отчитываться царю о состоянии окрестной местности, возможности организации пашен и покосов, размерах пригодных для этого площадей вокруг города, а также наличии рядом лесов и рек. Это позволяет историкам считать, что Царёву-Борисову придавалось не только военное, но и экономическое значение, а сам город планировался как сельскохозяйственный:93:134.

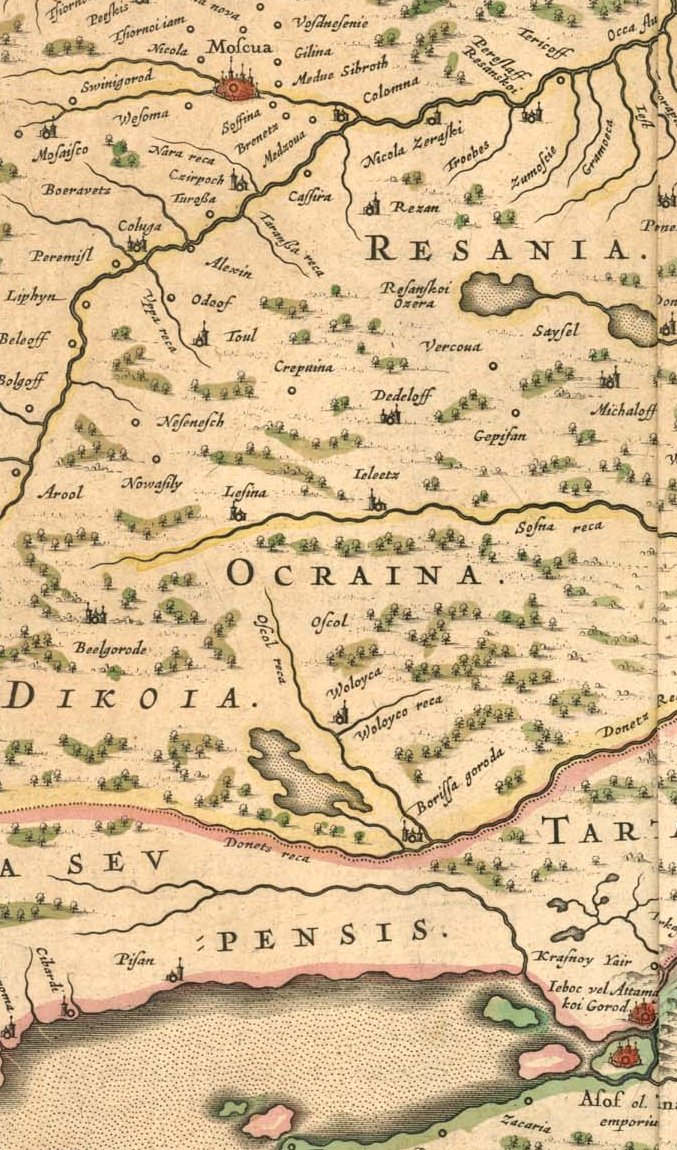
Фрагмент карты Русского государства из Большого атласа (космографии Блау), 1645 год. Город Царёв-Борисов изображён на юге как Borissa goroda

Богдан Бельский, успешно начавший строительство крепости, по доносу служивших у него немецких людей вскоре был обвинён в превышении полномочий и неподчинении царю Годунову (ему приписываются публичные заявления «Борис Царь в Москве, а я Царь в Борисове!»). По версии историков Старобельска, Бельский, кроме Царе-Борисова, названного в честь царя Бориса Годунова, основал тогда же рядом с ним городок, который назвал своим собственным именем — Бельский (ныне Старобельск), что было недопустимо и вызвало недовольство царя, и воевода попал в опалу.
По царскому указу Бельский был отстранён от руководства Царёвом-Борисовом не позднее весны 1600 года, удалён из крепости, лишён званий, крестьян и имений. Вместе с Бельским из города был отозван и Алфёров. Вместо него главным воеводой в Царёв-Борисов был назначен окольничий князь Андрей Хворостинин:95, а вторым воеводой — князь Гагарин. Хворостинин руководил Царёвом-Борисовом более трёх лет, пока в 1604 году не скончался после продолжительной болезни.

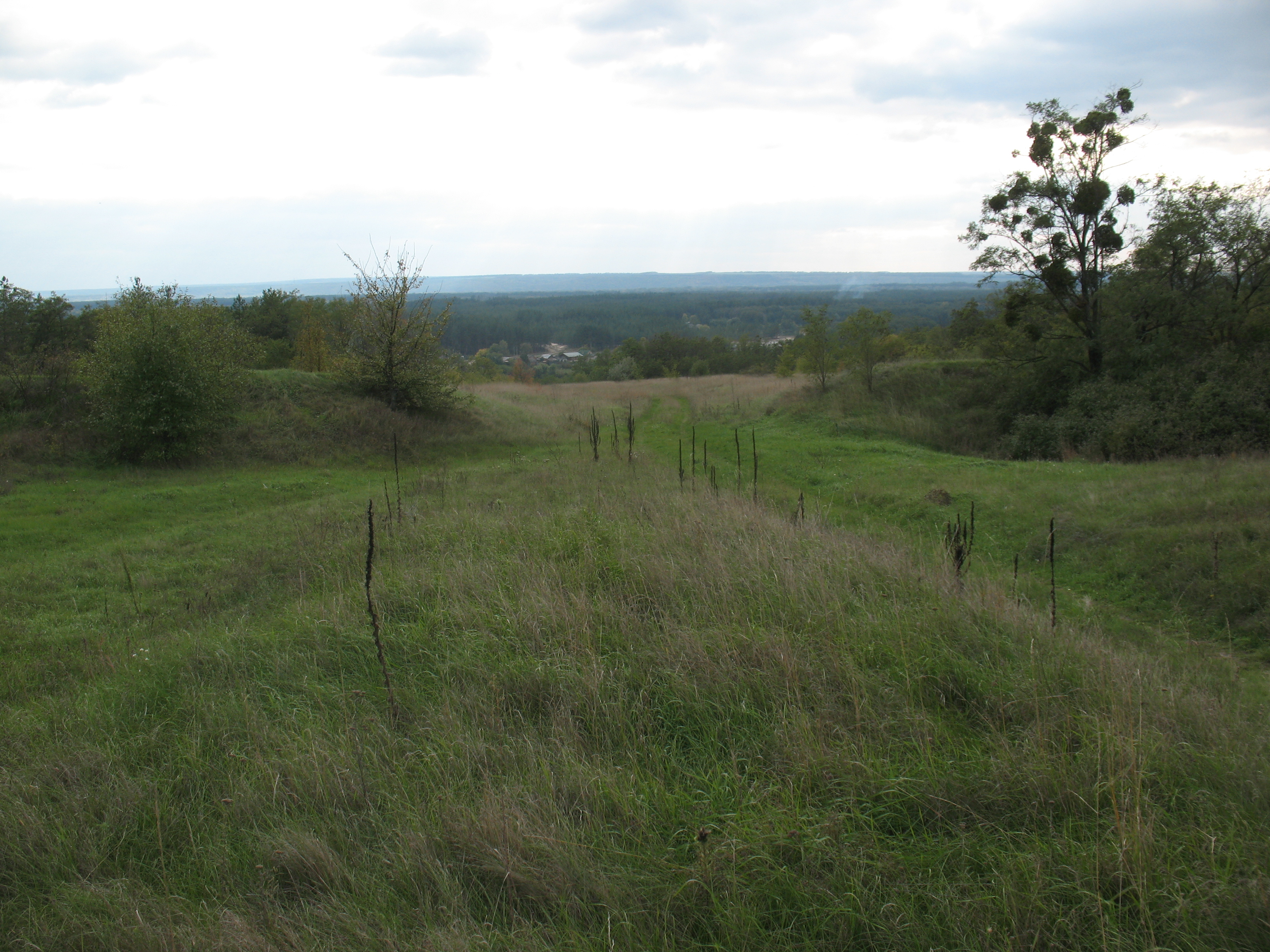
Остатки вала и рва крепости

При жизни Бориса Годунова Царёв-Борисов регулярно опекался московскими властями, в крепость регулярно приходили пополнения ратных людей и боеприпасы. В феврале 1604 года по распоряжению Годунова в Царёве-Борисове происходило разбирательство, кто из воевод снабжает донских казаков товарами и оружием в обход государственной казны:96.

### В Смутное время
Во время похода Лжедмитрия I на Москву в 1605 году цареборисовцы и оскольские казаки перешли на сторону самозванца и присягнули ему наряду с пятью окрестными крепостями: Белгородом, Осколом, Воронежем, Валуйками. Исследователь Солодкин пишет, что недовольство оскольских казаков существованием города Царёва-Борисова могло сыграть определённую роль в склонении города к переходу на сторону Лжедмитрия, но, скорее всего, не являлось определяющим. В это время в Царёве-Борисове стояло 500 дворовых столичных стрельцов, которые приняли участие в аресте воевод, отказавшихся присягать самозванцу, а сами выехали в Путивль, где присягнули Лжедмитрию I и пополнили его армию. Среди историков существуют противоположные мнения по поводу момента перехода города на сторону интервентов: одни полагают, что Царёв-Борисов был в числе первых городов, отложившихся от Годунова ещё в 1604 году, другие, наоборот, утверждают, что город перешёл к самозванцу только в последние недели зимней кампании 1604 года, когда сражения между войсками Годунова и лже-царевича Дмитрия не принесли ощутимого перевеса ни одной из сторон.
В 1606 году население Царёва-Борисова принимало участие в восстании Ивана Болотникова. В 1606 году Царёв-Борисов занял самозванец Лжепётр (Илейко Муромец), один из сподвижников Болотникова. Гарнизон и служилые люди, лишённые связи с Москвой, к этому времени большей частью разъехались и покинули город, что сильно ослабило его в оборонительном плане и сделало его уязвимым перед татарами:97.

### Разрушение татарами
К началу 1610-х годов большинство населения покинуло город, и он практически опустел. В 1612 году Цареборисовская крепость, почти никем не защищаемая, стала лёгкой добычей для татар и была сожжена. Украинский археолог Ирина Голубева пишет, что последствия этого большого пожара фиксируются археологически:8. Остатки населения Царёва-Борисова ушли в Белгород и Валуйки:8. После пожара население не возвратилось на пепелище, и на длительные годы местность в районе города оставалась безлюдной:8.

### Планы восстановления
Борисов-город стоял на самом угожем месте. И только ныне укажет Великий Государь поставить Борисов-город по-прежнему и царегородские жильцы, которые ныне на Волуйке, на житье пойдут тотчас, потому что в реках в Донце и в Осколе и в озерах рыбы и зверя водяного всяково и добыча бывает немалая:54.
С окончанием Смуты администрация нового царя Михаила Фёдоровича снова заинтересовалась районом Царёва-Борисова, и в 1625 году появились планы восстановления города:54. Окольничий князь Григорий Волконский направил из Валуек своих людей осмотреть развалины Царёва-Борисова:135, и разрядный приказ подготовил в этом году по результатам осмотра разорённой крепости обстоятельные отчёты, которые в настоящее время являются основными источниками, подробно описывающими город, каким он был в начале XVII века. На Цареборисовское городище были введены московские стражи, в частности, следы их присутствия здесь просматриваются в 1633 году и в более поздние годы. После постройки в 1639 году крепости в Чугуеве в район Царёва-Борисова чугуевским воеводой было направлено 50 стрельцов и станичников для несения там регулярной пограничной службы и наблюдения за татарами. До 1647 года борисовцам было предписано не иметь отношений с донцами и черкасами, а с началом восстания Богдана Хмельницкого ситуация изменилась, и черкас стали брать на пограничную службу. Согласно источникам, в 1650 году в Царёве-Борисове также несли службу 50 станичников, известен документ о выплате им жалования чугуевскими властями:98.

### Восстановление крепости в середине XVII века

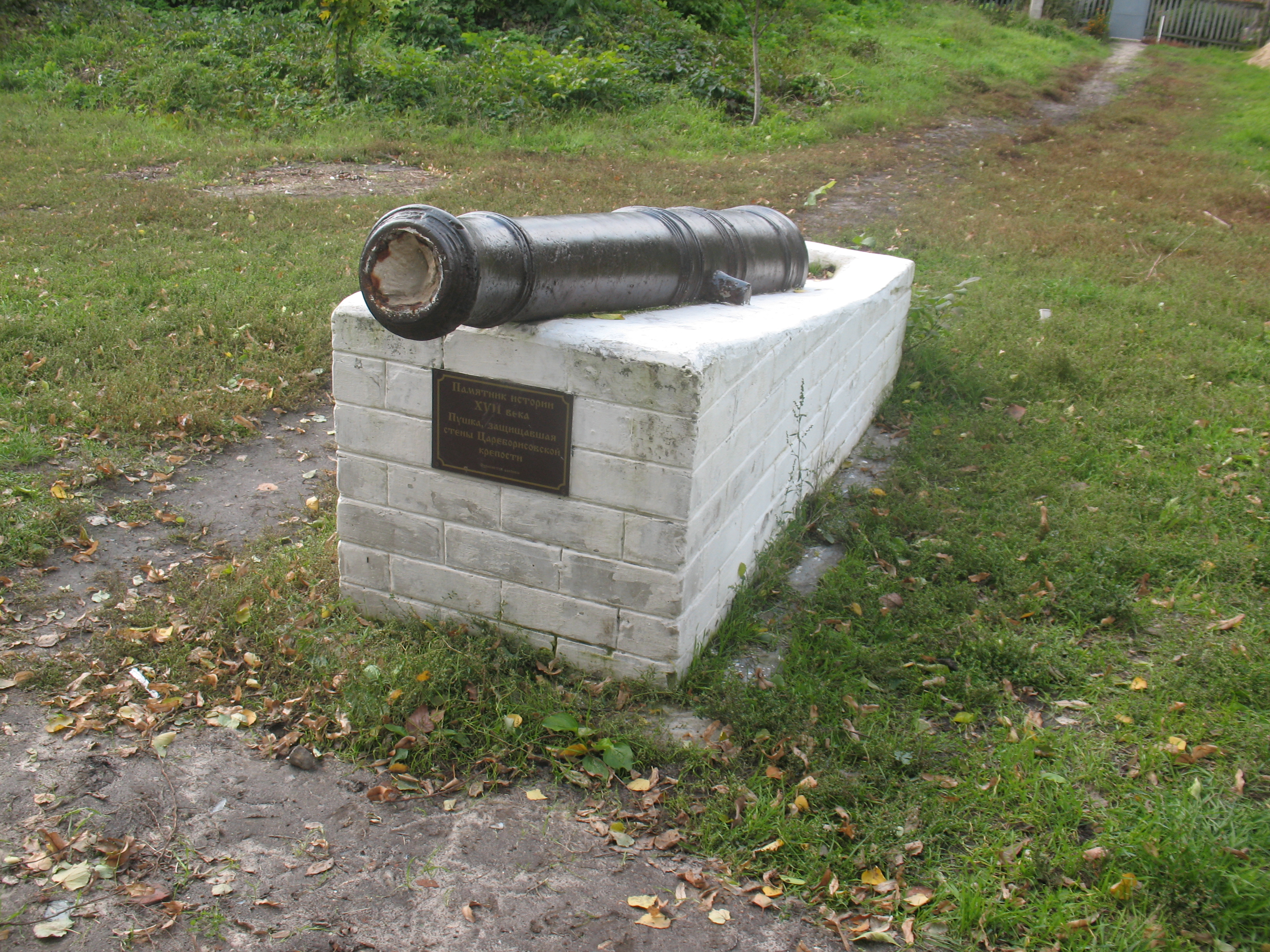
«Памятник истории XVII века. Пушка, защищавшая стены Цареборисовской крепости». Экспонат во дворе Изюмского краеведческого музея. Город Изюм, Харьковская область

В условиях восстания Хмельницкого после подписания между Гетманщиной и Русским государством Мартовских статей на территории Слободской Украины появляется большое количество переселенцев с Поднепровья и Правобережной Украины. Часть переселенцев в 1654 году осела «с женами и детьми» на территории Царёва-Борисова. Известен указ Алексея Михайловича 1656 года об отпуске с Тулы и Москвы в Царёв-Борисов пищалей и ядер, что свидетельствует о ходе работ в это время по восстановлению укреплений города. Весной того же года Алексей Михайлович передал Цареборисовское городище в вотчину патриарху Никону. По царскому указу от 1 мая 1656 года яблоновский воевода Иван Ромодановский направил Якова Свистунова в район Царёва-Борисова с целью переписи поселившихся там черкас. По результатам экспедиции Свистуновым было установлено, что «в старом Борисовом городище, под горою, по Бахтину-колодезю поселилась слобода черкасская». Было выявлено 143 черкаса женатых и 174 холостых, а также 4 русских людей женатых и 5 холостых:54—55. По записке Свистунова черкасские переселенцы пришли «из разных черкасских городов». Пришедшие поселенцы развернули сенокосы «вверх по Осколу и вверх по Донцу, и по Бахтину-колодезю, и по Изюмцу, и по Большому Изюму по обе стороны, и по дубравам и по лескам». Также по Бахтину-колодезю было обнаружено две мельницы, а «с Крымской стороны» — пчёльники:99:55. К Царёву-Борисову в это время относились также земли на 40 вёрст вверх по реке Оскол и на 50 вёрст в сторону Северского Донца:55.

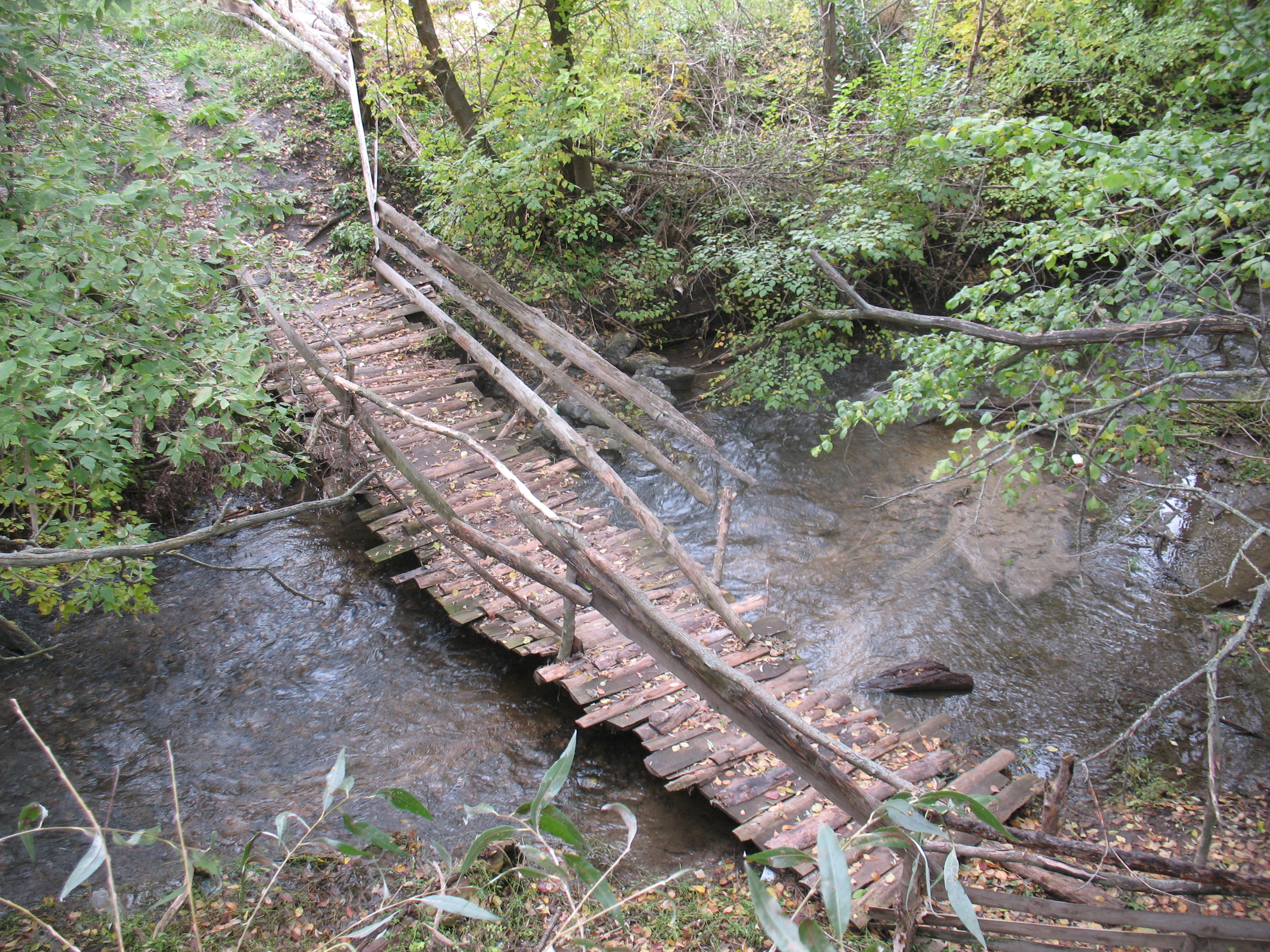
Река Бахтин в районе расположения города Царёва-Борисова

Загоровский пишет, что пожалование Цареборисовского городища патриарху Никону дало возможность появления здесь так называемого «вотчинного города», что для этой эпохи существования централизованного Русского государства являлось «несомненным анахронизмом»:55. Постройка новых укреплений осуществлялась на средства патриарха Никона и Патриаршего приказа:55. Из Патриаршего приказа в Царёв-Борисов был прислан вестовой колокол:55. 27 мая 1656 года черкасы Царёва-Борисова были приняты на государеву службу воеводой Федосом Сурминым, который выдал каждому призванному по 2 рубля «на хлеб». На протяжении 1656 года шли работы по возведению крепости, как и в 1599—1600 годах, она строилась из сосновых брёвен в форме «рублёного города». Было сооружено 2 проезжие и 7 глухих башен. Длина стен составила: восточной, от реки Оскол — 86 трёхаршинных саженей; южной, от Бахтина-колодезя — 124 сажени, западной «от степи» — 86 саженей, северной «от валуйских дорог» — 106 саженей:55. Также был создан «рубленый» тайный подземный ход длиной 56 саженей из крепости к реке Оскол:55. В 1658 году Алексей Михайлович, поссорившись с Никоном, отобрал у него Царёв-Борисовскую вотчину. В этом же году он удалил по жалобе черкас воеводу Прокопия Коптева и назначил цареборисовским воеводой Афанасия Норова, который пробыл на этой должности до 1663 года:100:56—57.
Согласно описи 1663 года Царёв-Борисов представлял собой хорошо укреплённую крепость длиной в 402 сажени, с 10 пушками на крепостных стенах. К этому времени была построена вторая линия укреплений, которая топографически совпадала со стенами Царёва-Борисова эпохи Бориса Годунова и имела 14 новых башен, из которых 3 были проездными. Через реку Оскол в это время функционировала постоянная паромная переправа. В городе проживало 557 служилых черкас и 58 «русских людей — донских казаков»:100.

### Повторный закат города
В годы Руины, во время выступлений 1668 года цареборисовцы значительной частью поддержали мятеж Брюховецкого:8, присоединились к отряду атамана Ивана Серко и приняли участие в его походах против войск царя:100. После поражения Серко под Харьковом восставшие понесли большие потери. Осенью 1670 года население Царёва-Борисова также принимало активное участие в восстании Степана Разина:8. На протяжении октября 1670 года Царёв-Борисов оставался основным опорным пунктом восстания. В городе проживала крёстная мать Степана Разина Матрёна Говоруха:101, которая была казнена после вступления в город правительственных войск вместе с рядом участников восстания:8. Восстание было подавлено рейтарами Белгородского полка и Сумским черкасским полком. Загоровский пишет, что в Разрядных приказах сохранились списки повешенных жителей Царёва-Борисова. В ноябре 1670 года оставшиеся жители были приведены к присяге — таких насчиталось всего «русских людей и черкас» 155 человек:60. Все эти потрясения существенно подорвали статус и ресурсы города, что стало причиной нового упадка города в 70—80-е годы XVII века:101.
По списку 1677 года в Царёве-Борисове числилось 160 служилых людей: 20 русских и 140 черкас, при этом черкасы несли только городовую службу. К 80-м годам XVII столетия Царёв-Борисов превращается в один из «заурядных городков» Изюмской защитной черты. По описям 1681 и 1683 годов в городе числится 149 служилых людей. Отмечено, что к этим годам уже «к осадному времени для малолюдства в том же городе, внутре, зделан малой городок»:101:60. Пользуясь сложным положением, татары осуществляли многократные набеги на Царёв-Борисов, уводя в плен его жителей иногда по несколько раз в год:101.
Согласно археологическим данным, население покинуло территорию крепости в конце XVII века и более с тех пор в этом районе не селилось, переместившись в район современного села Оскол, находящегося от крепости на некотором удалении. В 1718—1719 годах это поселение пережило тяжёлую эпидемию чумы, в борьбе с которой оказались сожжены большинство городских построек, включая две церкви и крепостные стены. Также эпидемия чумы затронула поселение в 1738 году:9. По ревизии 1732 года в Борисове числилось 380 душ мужского пола. Последнее нападение татар на район бывшего Царёва-Борисова фиксируется в 1737 году.

### Археологические раскопки на территории города

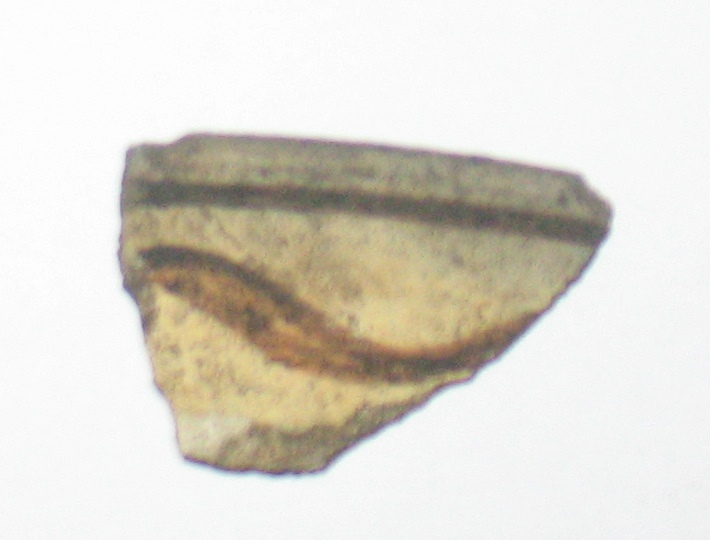
Венчик горшка с Цареборисовского городища, XVII век

В настоящее время Цареборисовское городище имеет статус памятника истории. Решение о взятии его под государственную охрану было принято в период существования УССР Харьковским областным исполнительным комитетом 25 января 1972 года. В административном отношении на современной Украине оно принадлежит Оскольскому сельскому совету Изюмского района Харьковской области. На территории в районе бывшего Царёва-Борисова располагается каменный памятный знак в виде стелы, при этом Голубева отмечает, что он установлен неправильно, в поле далеко за границами крепости. С 2004 года на территории городища осуществляются ежегодные археологические раскопки. На протяжении последующих пяти лет было раскопано более 1 тыс. м² территории крепости, получено значительное количество археологических находок, значительная часть которых была размещена в Изюмском краеведческом музее, выявлены и задокументированы жилые, производственные и хозяйственные сооружения:9—10.

## Оценки
Украинский историк В. Пирко пишет, что возведение такого города, как Царёв-Борисов, на татарской сакме стало важным препятствием на пути вражеского вторжения, а военный гарнизон привлекал переселенцев, находивших за его стенами защиту от татарского плена:12.
Советский и русский историк Владимир Загоровский отмечает, что Царёв-Борисов в течение нескольких лет после своей постройки являлся важнейшей крепостью Русского государства на южных рубежах. Однако в сложные годы смут, потрясений и иностранной интервенции начала XVII века сберечь это далеко выдвинутое в степь поселение не удалось. После большого пожара последние жители покинули пепелище и перешли в Белгород и Валуйки, причём в этих городах ещё длительное время существовали Цареборисовские слободы:63—64.

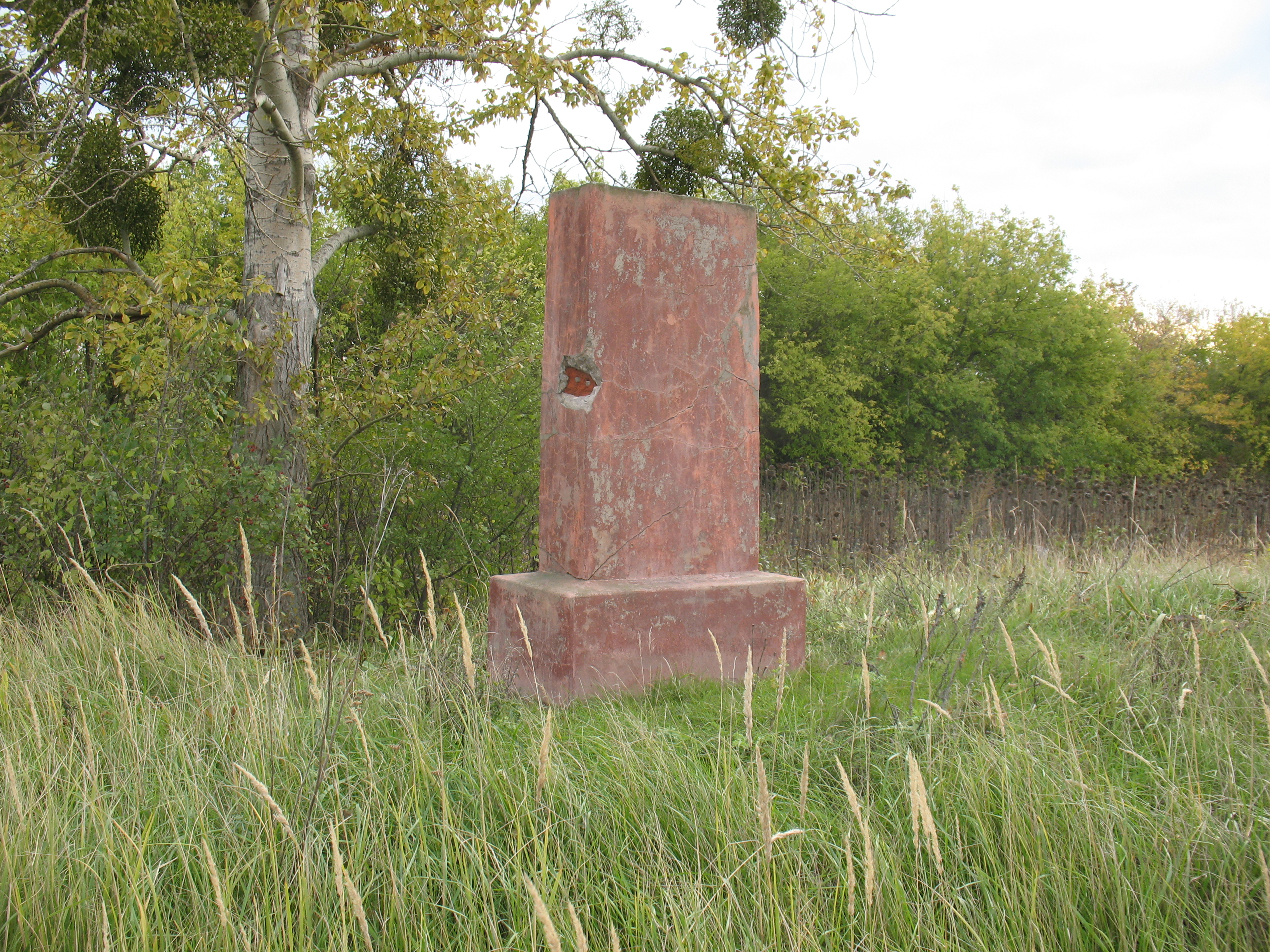
Мемориальный знак в память о городе Царёве-Борисове. Располагается в поле недалеко от крепости

Украинский исследователь Тарас Исаев пишет, что Царёв-Борисов в первые два десятилетия своего существования рассматривался Русским государством как узел обороны и контроля близлежащих территорий. Поскольку он стоял на пересечении татарских путей, то находился под постоянной угрозой нападений, которые происходили регулярно и приносили городу большой урон. Нестабильные периоды в истории Русского государства и агрессия Крымского ханства неоднократно становились причинами исчезновения этого города, однако со временем он восстанавливался. С каждым разрушением и восстановлением город терял размеры, масштаб укреплений и население, и в результате его роль как оборонного центра постепенно уменьшалась. С появлением Изюмской черты Царёв-Борисов вошёл в её состав уже как малозначительный оборонительный рубеж:102.
По мнению украинского археолога, директора Слободской археологической службы Ирины Голубевой, остатки Цареборисовской крепости представляют большой археологический материал и являются перспективным объектом исследования:10—11. Хорошая и аутентичная сохранность территории (неиспользование в течение последних столетий земель на территории городища под сельскохозяйственные нужды, хорошая сохранность окружающих крепость валов и рвов и т. п.) делает возможными реконструкцию и восстановление крепости в её историческом виде и превращение Цареборисовской крепости в туристический объект Харьковской области.

## Память
- До 1919 года названиями, имеющими отношение к бывшему городу Царёву-Борисову («Борисовград», «Борисов», «Борисовка» или «Новой Царёв город»), называлось современное село Оскол, расположенное в низовьях реки Оскол в Изюмском районе Харьковской области[19].
- Вблизи бывшего города Царёва-Борисова на поле располагается каменный памятный знак в виде стелы, установленной в память города.
- В Изюмском краеведческом музее содержится значительное количество экспонатов, найденных на Цареборисовском городище. На территории этого музея на постаменте с памятной таблицей располагается пушка, оборонявшая в XVII веке Цареборисовскую крепость.
- С 2012 года в средствах массовой информации обсуждаются проекты исторического восстановления Цареборисовской крепости в аутентичном виде и превращения её в туристический объект Харьковской области[18].